# ذى حجنب (إب)

تعديل مصدري - تعديل

ذى حجنب هي إحدى قرى عزلة ريمان بمديرية إب التابعة لمحافظة إب، بلغ تعداد سكانها 351 نسمة حسب تعداد اليمن لعام 2004.